# Gessivaldo Isaías
Gessivaldo Isaías de Carvalho Silva (Teresina, PI, 8 de janeiro de 1969) é um pedagogo, radialista, pastor e político brasileiro que exerce o mandato de deputado estadual pelo Piauí.

## Dados biográficos
Filho de Pedro Silva do Nascimento e Maria Teresinha de Carvalho e Silva. Formado em Pedagogia pela Universidade Católica de Pernambuco, exerce a profissão de radialista e nessa condição integrou em 1997 o Sindicato dos Trabalhadores de Radiodifusão e Televisão da Paraíba. Membro da Igreja Universal do Reino de Deus, voltou ao Piauí e foi eleito suplente de deputado federal pelo PRONA em 1998.
Com a reeleição do governador Mão Santa, foi nomeado secretário interino do Trabalho até a posse de Warton Santos e depois subsecretário do Trabalho permanecendo no cargo até a escolha de Marcelo Castro para a Secretaria de Agricultura, fato que ensejou sua convocação para deputado federal. A seguir comandou a Superintendência do Desenvolvimento do Extremo Sul do Piauí (SUDEX) e retornou à Brasília quando João Henrique assumiu o Ministério dos Transportes nos últimos meses do governo Fernando Henrique Cardoso. Em 2002 foi derrotado ao buscar um novo mandato de deputado federal pelo PMDB.
Diretor de Intermediação de Mão de Obra do Sistema Nacional de Emprego, foi candidato a vice-prefeito de Teresina na chapa de Flora Izabel em 2004 pelo PSL, mas não foi ao segundo turno. Assessor especial do governador Wellington Dias durante a sua primeira passagem no Palácio de Karnak, foi candidato a deputado federal pelo PTB em 2006, não obtendo sucesso.
Membro do PRB, presidiu o diretório estadual da legenda. Eleito suplente de deputado estadual em 2010, chegou à Assembleia Legislativa do Piauí como suplente convocado após a escolha de parlamentares para o secretariado do governador Wilson Martins. Eleito deputado estadual em 2014, foi nomeado secretário do Trabalho no terceiro governo Wellington Dias e em 2018 renovou o mandato de deputado estadual, figurando como suplente em 2022.
Foi efetivado após a eleição de Jeová Alencar como vice-prefeito de Teresina na chapa de Silvio Mendes em 2024.